# Luskoun tlustoocasý
Luskoun tlustoocasý (Manis crassicaudata) je pozemní, bezzubý, šupinatý savec, jeden ze sedmi žijících druhů rodu luskoun. Žije v různých typech tropických a subtropických lesů i na přiléhajících otevřených plochách v Indii, Nepálu, Pákistánu a na Srí Lance, kde se živí výhradně termity a mravenci.

## Popis

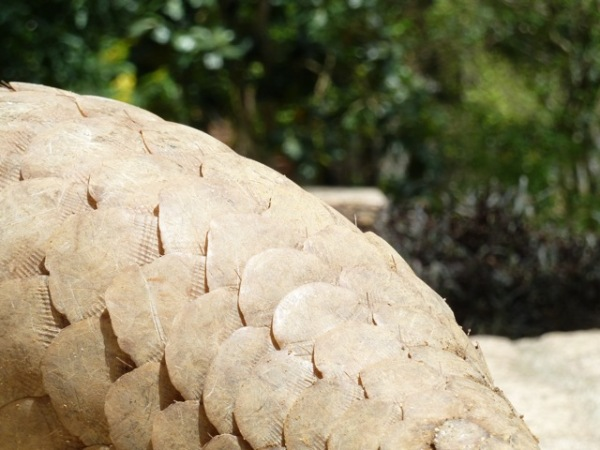
Detail šupin luskounů tlustoocasých

Luskoun tlustoocasý bývá dlouhý 45 až 75 cm a jeho ocas měří dalších 30 až 45 cm. Samci se od samic na pohled odlišují tím, že jsou znatelně větší; statný samec může vážit až 35 kg. Na zádech, bocích a na ocase je pokryt až 18 řadami vzájemně se překrývajících rohovitých šupin. Malá trojhranná hlava navazuje plynule na tělo, podobně jako tlustý ocas. Šupiny, vytvářející tuhý krunýř, vznikly přeměněnou srsti a chrání zvíře před predátory, zraněním, chladem i parazity. Celková hmotnost šupinovitého krunýře žlutohnědé nebo žlutošedé barvy je asi čtvrtina až třetina váhy zvířete. Šupinami nemá porostlé břicho, čumák, uši a okolí očí. Má velmi špatný zrak i sluch, nejdůležitějším smyslem je pro něj čich. Mezi šupinami mu rostou ještě i chloupky chránící ho před útoky jeho kořisti.
Na každé silné končetině má pět drápů, z nichž tři větší jsou uzpůsobeny pro hrabání v zemi. Nemá žádné zuby a jeho hlavním nástrojem pro zachycení jídla je jazyk dlouhý až 25 cm. Polknutou potravu shromažďuje v prvé komoře žaludku a teprve ve druhé komoře, lemované tuhou svalovinou a představující jen pětinu celkového objemu žaludku, ji rozmělní a stráví.

## Chování
Převážně noční zvíře, které den tráví osamoceno ve vyhrabané noře, která může být v měkké půdě až 6 m dlouhá. Na ochranu před nebezpečím se zkroutí do klubíčka a ocasem přikryje hlavu a nechráněné břicho; toto sevření je velmi pevné a luskouna nelze normálně rozvinout. Pro odpuzení nepřítele mu slouží žláza u análního otvoru, ze které vystřikuje páchnoucí tekutinu. Protivníka odrazuje také syčením a funěním, stejně jako sekáním tvrdým ocasem. Tato syčení a funění jsou jeho jedinými hlasovými projevy. Svoje území si značkuje výkaly.
Kromě pomalé chůze po zemi dokáže, díky svým drápům a silnému ocasu, i přes svou značnou váhu šplhat po stromech. Na stromy vylézá za mravenci, kteří se často v korunách stromů živí nektarem květů nebo šťávou z plodů.

## Stravování
Živí se hlavně termity a mravenci. Mohutnými drápy vyhrabe díru do termitiště a vsune dovnitř svůj dlouhý lepkavý jazyk, okolní hmyz slízne a rychle polkne do prvé, větší části žaludku. Při krmení se chrání před útočící kořistí tím, že zavírá oční víčka a svírá nozdry a uši.

## Rozmnožování
Pokud jsou vidět dva luskouni tlustoocasí společně, jde u těchto samotářů s největší pravděpodobnosti o pár připravující se k páření, jedině v tomto období se spolu nacházejí i ve stejné noře. Po období březosti trvající 65 až 70 dnů se rodí, obvykle v lednu až březnu nebo v červenci až listopadu, jedno až dvě mláďata. Váží 200 až 500 gramů, je pokryto měkkými šupinami, hned vidí a je schopno chodit. Asi měsíc mládě zůstává u matky v noře, pak se asi stejnou dobu vozí na zádech matky přichyceno u kořene ocasu; kojeno je obvykle asi 3 měsíce. V zajetí se luskouni tlustoocasí dožívají průměrně 13 let.

## Ohrožení
Mezi jejich největší nepřátele jsou považováni lidé, kteří je i přes přísný zákaz loví. Jsou chytáni pro svou kůži, které se v Asii přisuzují afrodiziakální účinky nebo se z ní dělají kožené výrobky (např. boty) a také pro chutné maso. Tento lov má staleté historické zdůvodnění, jenže v minulosti byl prováděn s jinými zbraněmi.
Není přesně znám počet těchto zvířat vyskytujících se na tak rozlehlém a těžko přístupném území, přesto odborníci soudí, že jeho stavy se nepřetržitě snižují. Luskoun tlustoocasý je chráněn vnitrostátními předpisy ve všech zemích, kde žije, a je zařazen v příloze II CITES. Mezinárodním svazem ochrany přírody (IUCN) je hodnocen jako ohrožený druh (EN).